# Caridad Atencio
Caridad Elvira Atencio Mendoza (née le 14 février 1963 à La Havane, Cuba) est une poétesse, écrivaine et essayiste cubaine.

## Biographie
Caridad Atencio est diplômée en philologie de l'université de La Havane en 1985. Depuis 1991, elle travaille comme chercheuse au Centre d'Études Martianos, où elle occupe le poste de chercheuse adjointe et est membre du Conseil scientifique de cette institution.  
Elle est considérée comme poétesse de la Génération des années 1980.
Sa carrière l’a menée à participer à de nombreux événements internationaux, notamment le Festival international de poésie de Nässjö, en Suède (2004), le Festival international de poésie de Medellín (en), en Colombie (2005), la Foire du livre du Zócalo, au Mexique (2006), et le Festival international de poésie du Venezuela (2007).  
Caridad Atencio est membre de l'Association des écrivains de l'Union des écrivains et artistes de Cuba.

## Œuvres
Caridad Atencio a publié les ouvrages suivants :  
- Los poemas desnudos (poésie), Ediciones Mucuglifo, Mérida, Venezuela, 1995 ; Reina del Mar Editores, Cienfuegos, 1997.
- Los viles aislamientos (poésie), Letras Cubanas, La Havane, 1996.
- Umbrías (poésie), Letras Cubanas, La Havane, 1999.
- Los cursos imantados (poésie), Ediciones Unión, La Havane, 2000.
- Salinas para el potro (poésie), Ediciones Extramuros, La Havane, 2001.
- Notas a unas notas para L.A. (poésie), Ediciones Unión, La Havane, 2005.
- Recepción de Versos sencillos: poesía del metatexto (essai), Editorial Abril, La Havane, 2001.
- Génesis de la poesía de José Martí (essai), Editorial du Centre d'Études Martianos et Université d'État à distance du Costa Rica, 2005.
- Circulaciones al libro póstumo (essai), Prix Razón de Ser de la Fondation Alejo Carpentier en 2003, Editorial Oriente, Santiago de Cuba, 2005.
- El mérito de una solicitud misteriosa: De algunos poetas románticos mexicanos en Martí (essai), Instituto Mexiquense de Cultura, Toluca, 2005.
- Un espacio de pugna estética (essai), Ediciones Matanzas, Matanzas, 2006.
- (es) « ¿Existe una poética crítica en los Apuntes de José Martí? », Temas, vol. 89-90,‎ 2017, p. 128-135 (lire en ligne, consulté le 16 février 2025).

En outre, ses œuvres figurent dans l’anthologie Álbum de poetisas cubanas, avec un prologue et une sélection de Mirta Yáñez.

## Prix et distinctions
- Prix Dador (2000)[6].
- Distinction pour la Culture Nationale (2003)[1].
- Prix 2005 de Poésie de la revue La Gaceta de Cuba de l’Union des Écrivains et Artistes de Cuba (es) (UNEAC)[1].